# Йосип Новакович
Йосип Новакович (на хърватски: Josip Novakovich) е хърватско-канадски писател на произведения в жанра хумористична литература и книги за самопомощ.

## Биография и творчество
Йосип Новакович е роден на 30 април 1956 г. в Дарувар, Хърватска. Баба му и дядо са имигрирали от Хърватия, тогава част от Австро-Унгарската империя, в Кливланд, Охайо, но след Втората световна война те се разделят, и баба му се връща в новосъздадената Югославия. Израства при авторитарното управление на маршал Тито в родния си град.
През 1976 г. Йосип Новакович започва да учи във Факултета по медицина в Университета на Нови Сад, Войводина, но през 1979 г. емигрира в САЩ. Завършва през 1978 г. колежа „Васар“ с отличие и бакалавърска степен по психология. През 1982 г. получава магистърска степен по богословие от Йейлския университет. През 1988 г. завършва с магистърска степен по английски език и специализация по творческо писане Университета на Тексас в Остин.
В периода 1989 – 1991 г. е преподавател по творческо писане и английски език в индианския колеж в Небраска. От 1998 г. участва в летни писателски семинари и в различни курсове по творческо писане в различни колежи и университети. В периода 2001 – 2009 г. е преподавател по английски език в Пенсилванския университет. Получава канадско гражданство и от 2009 г. преподава творческо писане в Университета „Конкордия“ в Монреал.
През 1993 г. е издадена първата му документална книга за самопомощ на начинаещите писатели „Курс по творческо писане“.
През 1995 г. е публикуван първият му сборник с мрачно-хумористични разкази „Жълтък и други разкази“. През 2004 г. е издаден и първият му роман „April Fool's Day“.
Носител е на наградата на писателите „Уайтинг“ през 1997 г., както и на различни други награди. Получава стипендия от Фондация „Гугенхайм“ и две стипендии от Националния фонд за изкуства.
Йосип Новакович живее със семейството си в Монреал, Квебек.

## Произведения

### Самостоятелни романи
- April Fool's Day (2004)

### Сборници
- Yolk (1995)
Жълтък и други разкази, изд.: ИК „Сиела“, София (2012), прев. Златка Паскалева
- Salvation (1995)
- Infidelities (2005)
- Three Deaths (2010)
- Shopping for a Better Country (2012)
- Ex-Yu (2015)

### Документалистика
- Fiction Writer's Workshop (1993, 2008)
Курс по творческо писане: Основни принципи, ясни насоки, подкрепени с примери от творчеството на класически и съвременни автори, изобретателни упражнения и методи за оценяване на вашия напредък, изд.: ИК „Сиела“, София (2009), прев. Мария Кръстева
- Apricots from Chernobyl (1995)
- Writing Fiction Step By Step (1998)
Курс по творческо писане: стъпка по стъпка, изд.: ИК „Сиела“, София (2012), прев. Борис Делирадев, Петя Петкова
- Plum Brandy (2002)